# Lac Puelo
 (juin 2023).
Si vous disposez d'ouvrages ou d'articles de référence ou si vous connaissez des sites web de qualité traitant du thème abordé ici, merci de compléter l'article en donnant les références utiles à sa vérifiabilité et en les liant à la section « Notes et références ».
Le lac Puelo, en espagnol : lago Puelo est une vaste et profonde étendue d'eau située au nord-ouest de la province argentine de Chubut, en Patagonie. À côté du lac se trouve la localité de même nom.

## Étymologie

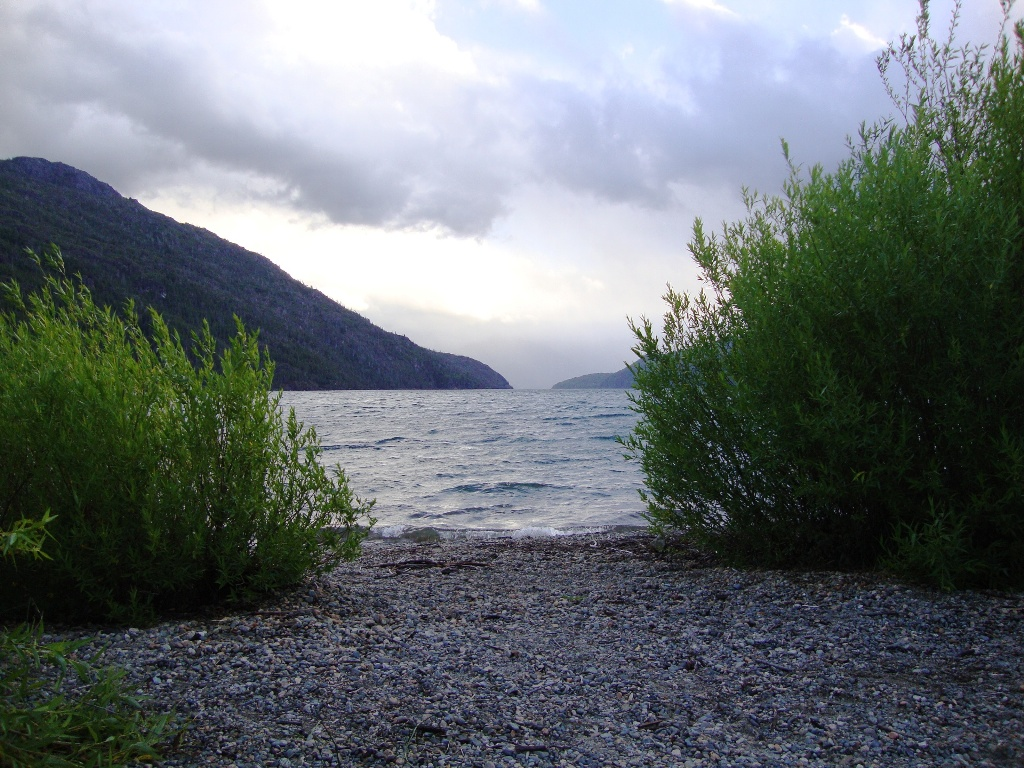
Rivage du lac.

Le nom serait dérivé de la langue mapudungun des mapuches, en l'occurrence puel-có, qui signifie eau de l'est où puel (« est ») et co (« eau »). En effet le lac, ainsi que ses sources se trouvent à l'est de la cordillère des Andes mais ses eaux se déversent à l'ouest de celle-ci par le Río Puelo.

## Situation géographique
Comme les autres lacs andins du Chubut, il occupe une cuvette d'origine glaciaire de 180 mètres de profondeur maximale. L'essentiel de la superficie du lac se trouve à l'intérieur du parc national du lac Puelo. Il reçoit les eaux du lac Epuyén situé plus à l'est.
Au nord il reçoit les eaux du Río Azul, ayant lui-même reçu celles de son affluent le Río Quemquemtreu malheureusement quelque peu pollué par son passage dans la ville d'El Bolsón, située en province de Río Negro.
Ses coordonnées approximatives sont 42° 01′ S, 71° 04′ O.

## Données chiffrées
- Sa surface se trouve à une altitude de 150 mètres.
- Sa superficie est de 44 000 000 m2 soit 44 km2 (un peu plus petit que le lac du Bourget en France).
- Sa profondeur moyenne est de 111,4 mètres.
- Sa profondeur maximale est de 180 mètres.
- Le volume d'eau contenu est de 4,902 milliards de m3.
- La longueur de ses rives est de 57 kilomètres.
- Le temps de résidence des eaux est approximativement d'un an.
- L'étendue de son bassin est de 3 040 km2
- Son émissaire, le río Puelo a un débit de plus ou moins 150 mètres cubes par seconde à la sortie du lac.

## Tributaires
- le río Turbio lui apporte ses eaux du côté sud.
  - le río Alerzal (ou Esperanza), affluent du río Turbio en rive gauche, est aussi l'émissaire de la lagune Esperanza.
- le río Epuyén, émissaire du lac Epuyén débouche du côté est.
- le río Azul lui apporte ses eaux du côté nord-ouest.
  - le río Quemquemtreu est l'affluent principal du río Azul.

## Tourisme
Grâce à la beauté de ses paysages (forêts et bois, rivières, montagnes), il reçoit plus de 20 000 touristes chaque été. On y a construit des complexes hôteliers et des chalets. On peut y pratiquer la pêche et les sports nautiques.

## Galerie

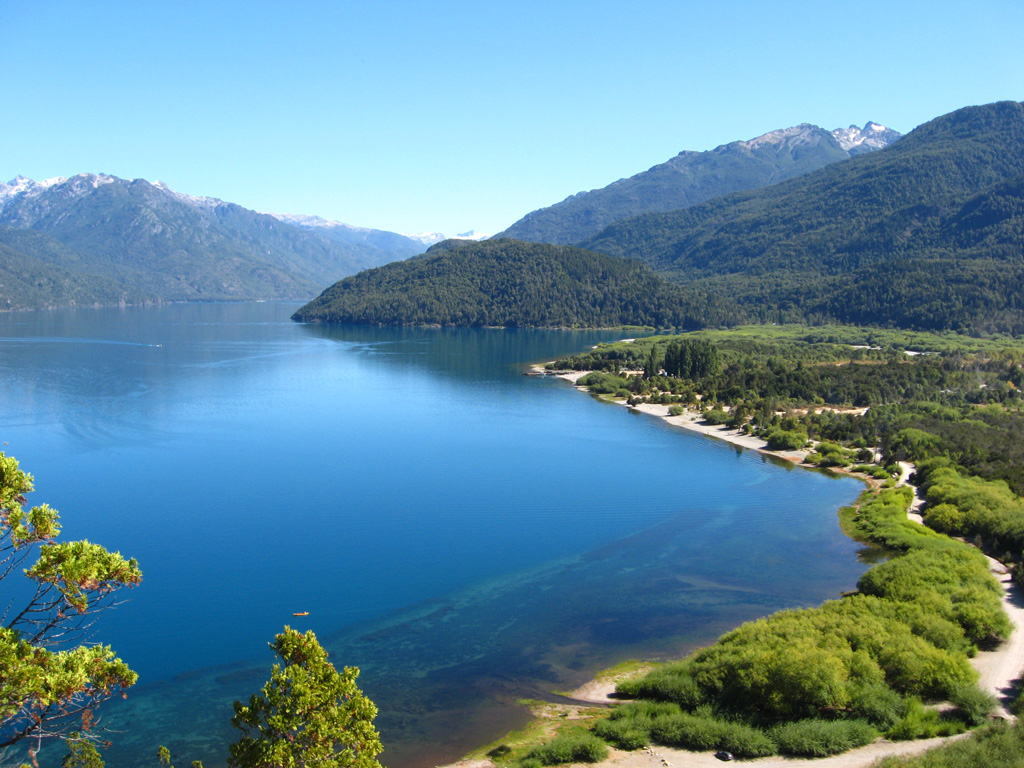
Un lac aux eaux bleues.
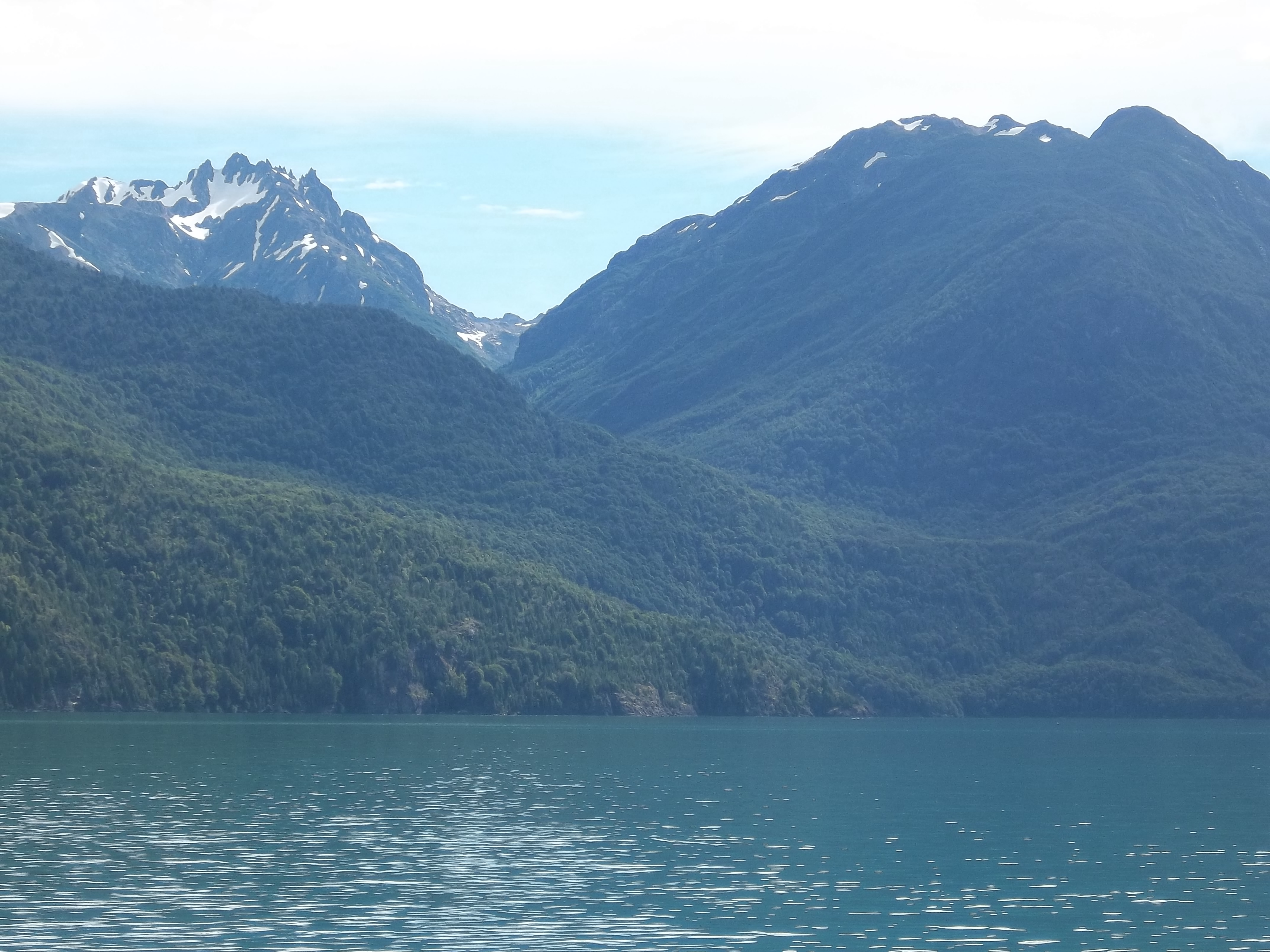
Le lac Puelo au sein du parc national du lac Puelo. Au fond, le mont Aguja Sur.
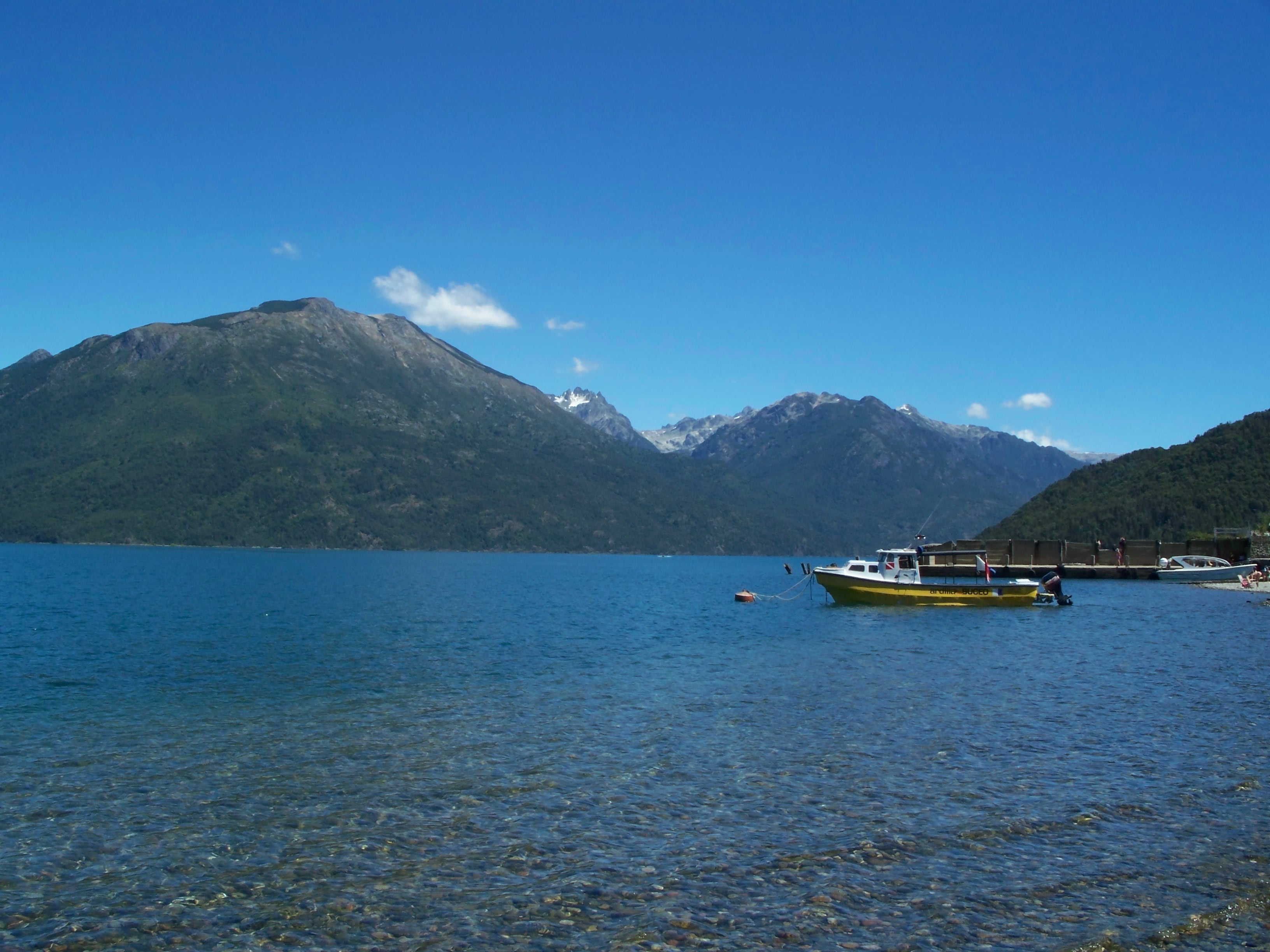
Embarcadère.
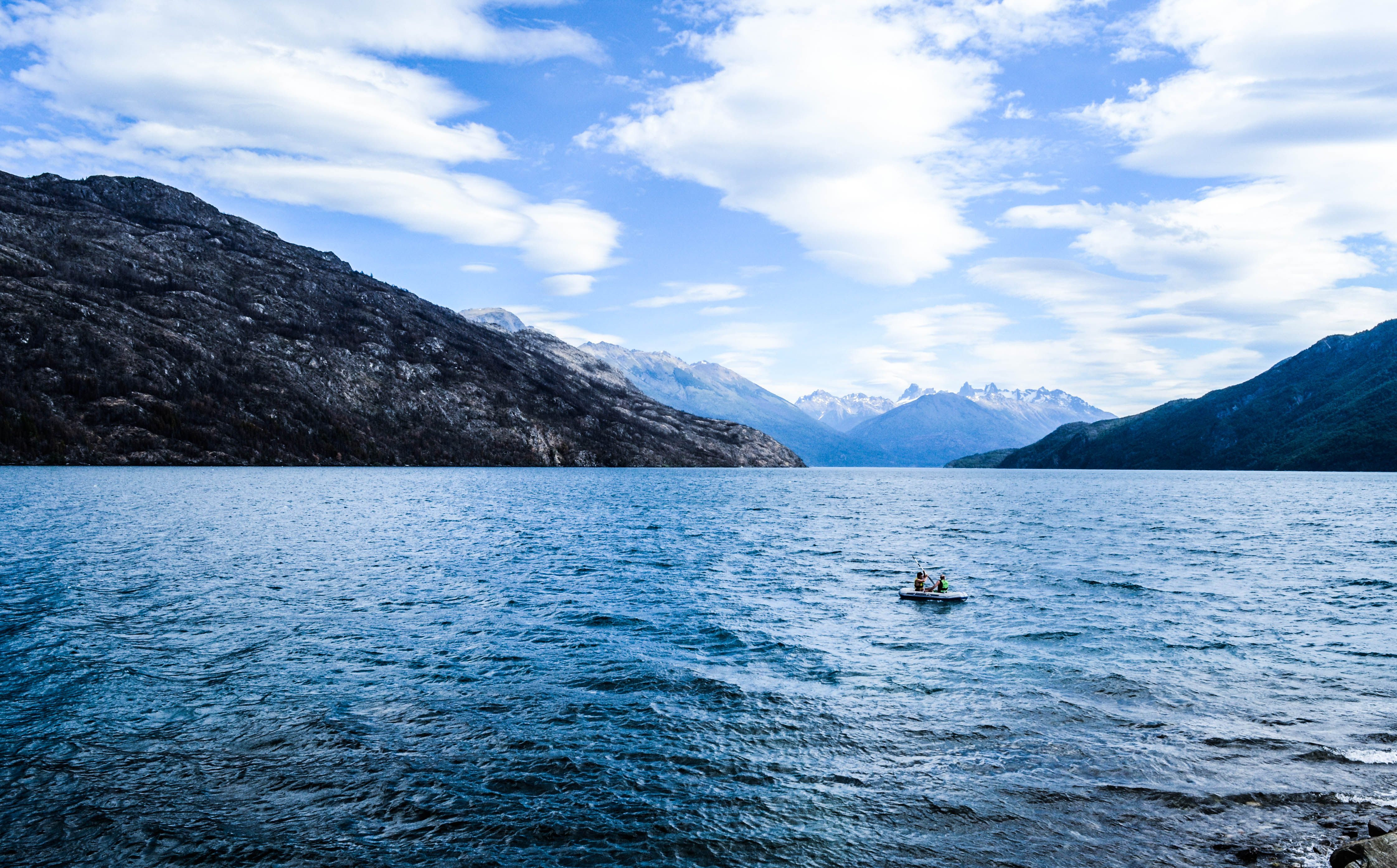
vue de profil